# Diecezja Azogues
Diecezja Azogues (łac. Dioecesis Azoguensis) – rzymskokatolicka diecezja w Ekwadorze należąca do metropolii Cuenca. Została erygowana 26 czerwca 1968.

## Główne świątynie
- Katedra: Katedra św. Franciszka w Azogues

## Biskupi diecezjalni
- José Diaz Cueva (1968 – 1975)
- Raúl Eduardo Vela Chiriboga (1975 – 1989)
- Clímaco Jacinto Zarauz Carrillo (1990 – 2004)
- Carlos Altamirano Argüello (2004 - 2015)
- Oswaldo Patricio Vintimilla Cabrera (od 2016)